# Jorge Benítez
Jorge Duilio Benítez Candía, mais conhecido como Benítez (Yaguarón, 23 de Abril de 1927), é um ex-futebolista paraguaio. 

## Carreira
Em sua carreira (1945-1956) jogou pelo Nacional, Boca Juniors e pelo Flamengo. Se destacou no Campeonato Sul-Americano de 1949 pela seleção quando marcou 4 gols em uma partida, no 7-0 contra a Bolívia, sendo até hoje o jogador que mais marcou gols em uma única partida pela seleção Paraguaia.
Após o Campeonato Sul-Americano se transferiu para o Boca Juniors onde foi vice-campeão da primeira divisão argentina em 1950. Em 1952 chegou ao Brasil para jogar no clube mais popular do país, o Flamengo. Nos 4 anos em que jogou pelo rubro-negro, Benítez foi junto com seu companheiro de seleção paraguaia Sinforiano García tricampeão carioca em 1953, 1954 e 1955.
Nos anos de 1956 e 1957, atuou pelo Náutico. Apesar de não ter conquistado nenhum título em terras pernambucanas, se destacou no Timbu, ao lado do atacante Ivson.

## Títulos

### Nacional
- Campeonato Paraguaio Campeonato Paraguaio (1946).

### Flamengo
- Campeonato Carioca: 3 vezes (1953,1954,1955).
- Campeonato Carioca de Futebol|Campeonato Carioca]] de Aspirantes]]: 1955,1956
- Torneio Início do Campeonato Carioca]]: 1952
- Torneio Quadrangular do Peru: 1952
- Troféu Cidade de Arequipa: 1952
- Torneio Quadrangular da Argentina:1953
- Torneio Quadrangular de Curitiba: 1953
- Torneio Internacional do Rio de Janeiro: 1954
- Troféu Embaixador Osvaldo Aranha: 1956
- Taça dos Campeões Estaduias: 1956

## Artilharia
- Campeonato Carioca - 22 gols - 1953